# Структурированная кабельная система

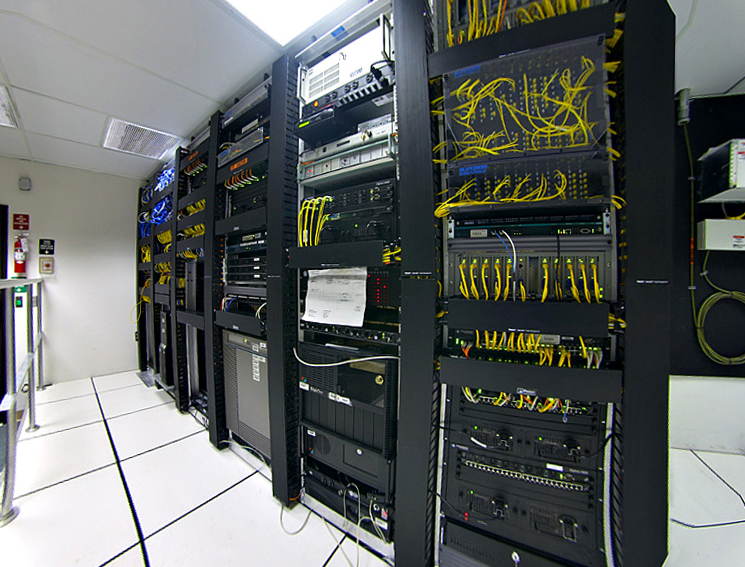
Структурированная кабельная система в Дата-центре

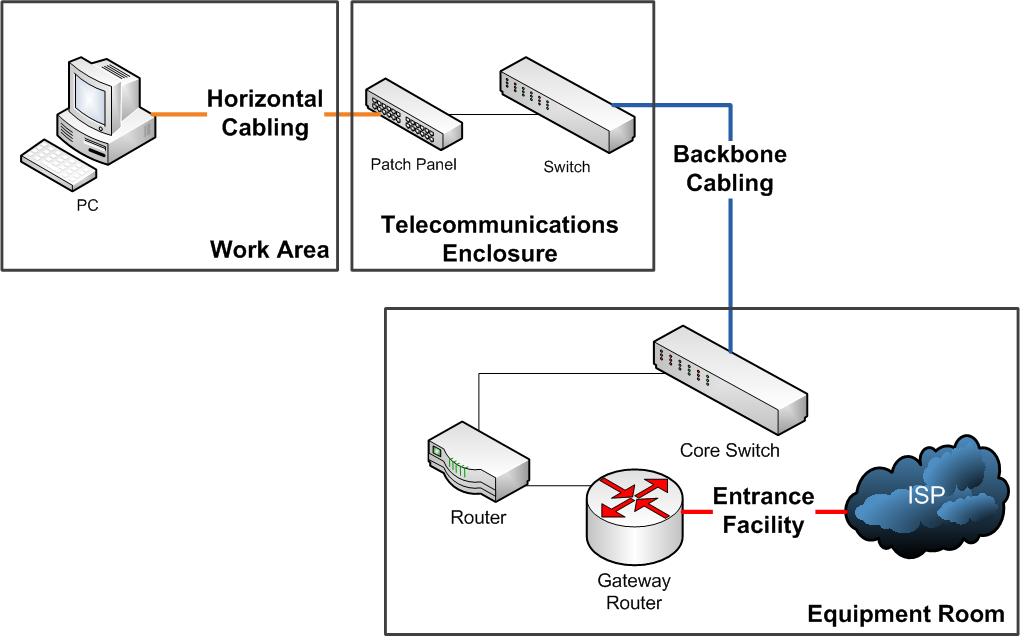
Принципиальная схема структурированной кабельной системы

Структури́рованная ка́бельная систе́ма (СКС) — мультисервисная кабельная система иерархической структуры, состоящая из стандартизированных элементов и позволяющая гибко адаптироваться и переключаться для решения различных задач. Включает набор кабелей и коммутационных элементов, и методику их совместного использования, позволяющую создавать регулярные расширяемые структуры связей в локальных сетях различного назначения. СКС — физическая основа информационной инфраструктуры здания, позволяющая свести в единую систему множество сетевых информационных сервисов разного назначения: локальные вычислительные сети и телефонные сети, системы безопасности, видеонаблюдения и т. д.
СКС представляет собой иерархическую кабельную систему, смонтированную в здании или в группе зданий, состоящую из структурных подсистем. В состав СКС входят следующие элементы:
- главный кросс (MC);
- кабель магистральной подсистемы первого и второго уровня;
- промежуточные кроссы (IC);
- горизонтальные кроссы (HC) и кабели горизонтальной подсистемы;
- консолидационные точки (CP);
- многопользовательские телекоммуникационные розетки (MuTOA или MuTO);
- телекоммуникационные розетки (TO) и др.

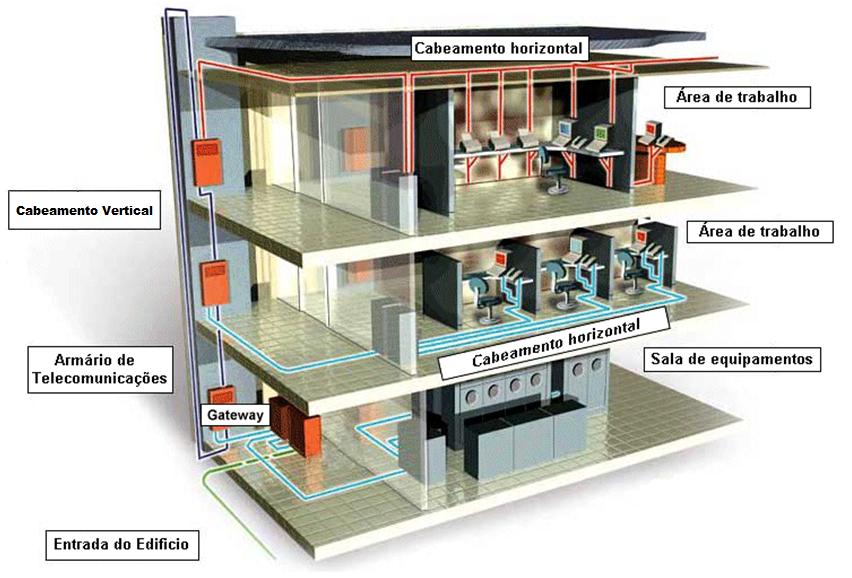
Структурированная кабельная система здания

Система может быть построена на основе медных или оптических кабелей. Все элементы СКС интегрируются в единый комплекс (систему) и эксплуатируются согласно определённым правилам.
Кабельная система — это система, элементами которой являются кабели и компоненты, которые связаны с кабелем. К кабельным компонентам относится всё пассивное коммутационное оборудование, служащее для соединения или физического окончания (терминирования) кабеля — телекоммуникационные розетки на рабочих местах, кроссовые и коммутационные панели (жаргон: «патч-панели») в телекоммуникационных помещениях, муфты и сплайсы.

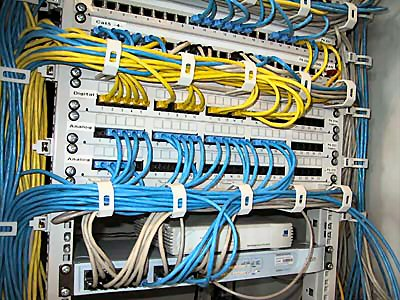
Патч-панель в распределительном шкафу

Структурированная система — это любой набор или комбинация связанных и зависимых составляющих частей. Термин «структурированная» означает, с одной стороны, способность системы поддерживать различные телекоммуникационные приложения (передачу речи, данных и видеоизображений), с другой — возможность применения различных компонентов и продукции различных производителей, и с третьей — способность к реализации так называемой мультимедийной среды, в которой используются несколько типов передающих сред — коаксиальный кабель, UTP, STP и оптическое волокно. Структуру кабельной системы определяет инфраструктура информационных технологий, IT (англ. information technology), именно она диктует содержание конкретного проекта кабельной системы в соответствии с требованиями конечного пользователя, независимо от активного оборудования, которое может применяться впоследствии.

## Стандарты и категории
В области СКС действуют три основных стандарта:
- TIA/EIA-568-B Commercial Building Telecommunications Wiring Standard (американский стандарт);
- ISO/IEC IS 11801-2002 Information Technology. Generic cabling for customer premises (международный стандарт) ;
- CENELEC EN 50173 Information Technology. Generic cabling systems (европейский стандарт).

В стандарте EIA/TIA-568B для кабельных линий и для компонентов (кабелей и разъёмов) определены следующие категории:
- категория 3 (сигнал пропускается в полосе частот до 16 МГц);
- категория 5e (полоса частот до 100 МГц);
- категория 6 (полоса частот до 250 МГц);
- категория 6A (полоса частот до 500 МГц).

В стандарте ISO 11801-2002 и EN 50173 определены классы для кабельных линий:
- класс С (в полосе частот до 16 МГц);
- класс D (в полосе до 100 МГц);
- класс E (в полосе до 250 МГц);
- класс E(A) (в полосе до 500 МГц);
- класс F(A) (в полосе до 600 МГц).

Задаваемый действующими стандартами технический уровень элементной базы гарантирует работоспособность устанавливаемой кабельной системы и поддержку ею работы существующих и перспективных приложений на протяжении как минимум 10 лет.
В целом, проект на СКС должен отвечать требованиям (не всем одновременно) стандартов: ЕІА/ТІА-568B и/или ISO/IEC 11801-2002, ЕІА/ТІА-569А, ЕІА/ТІА-606A, национальных и местных нормативов.

### Российские стандарты
В Российской Федерации в сфере СКС действуют стандарты:
- ГОСТ Р 53245-2008 «Информационные технологии (ИТ). Системы кабельные структурированные. Монтаж основных узлов системы. Методы испытания»
- ГОСТ Р 53246-2008 «Информационные технологии (ИТ). Системы кабельные структурированные. Проектирование основных узлов системы. Общие требования»
- ГОСТ Р 54623-2011 "Информационно-коммуникационные технологии в образовании. Системы зданий образовательного назначения технологические «Информационно-коммуникационные. Термины и определения»
- ГОСТ Р 54818-2011 "Информационно-коммуникационные технологии в образовании. Системы «Информационно-коммуникационные технологические зданий образовательных учреждений. Общие положения»
- ГОСТ Р 55060-2012 «Системы управления зданий и сооружений автоматизированные. Термины и определения»
- ГОСТ Р 56602-2015 «Слаботочные системы. Кабельные системы. Термины и определения»
- ГОСТ Р 56556-2015 «Слаботочные системы. Кабельные системы. Функциональные элементы, структура, подсистемы и компоненты кабельной системы (структурированной кабельной системы)»
- ГОСТ Р 56571-2015 «Слаботочные системы. Кабельные системы. Основные положения. Классификация»
- ГОСТ Р 58238-2018 «Слаботочные системы. Кабельные системы. Порядок и нормы проектирования. Общие положения»
- ГОСТ Р 58239-2018 «Слаботочные системы. Кабельные системы. Телекоммуникационные трассы и пространства горизонтальной и магистральной подсистем структурированной кабельной системы. Основные положения»
- ГОСТ Р 58240-2018 «Слаботочные системы. Кабельные системы. Горизонтальная подсистема структурированной кабельной системы. Основные положения»
- ГОСТ Р 58241-2018 «Слаботочные системы. Кабельные системы. Магистральная подсистема структурированной кабельной системы. Основные положения»
- ГОСТ Р 58242-2018 «Слаботочные системы. Кабельные системы. Телекоммуникационные пространства и помещения. Общие положения»

ГОСТ Р 53246-2008 и ГОСТ Р 53245-2008 определяют общие требования к основным узлам СКС и методику испытания, соответственно. В стандартах ГОСТ Р 53246-2008 и ГОСТ Р 53245-2008 содержатся опечатки и ошибки.
Также в России действует открытый стандарт OSSirius SCS 702, положения которого формируются и изменяются исключительно в ходе публичных интернет-обсуждений в пределах, заданных положениями международных стандартов ИСО/МЭК 11801, ANSI/TIA/EIA-568B и российским стандартом ГОСТ Р 53246-2008. Данный стандарт (на основании п. 6.9. ГОСТ Р 1.0-2004) применяется равным образом и в равной мере с ГОСТ Р 53246-2008, независимо от страны и/или места происхождения продукции, осуществления процессов производства, эксплуатации, хранения, перевозки, реализации и утилизации, выполнения работ и оказания услуг, видов или особенностей сделок и/или лиц.
Приложения, поддерживаемые кабельной системой, должны быть одобрены документами Institute of Electronic and Electrical Engineers (IEEE), Asynchronous Transfer Mode (ATM) Forum, American National Standards Institute (ANSI) или International Organization for Standardization (ISO).
Кабельная инфраструктура должна отвечать требованиям стандартов ANSI ТІА/ЕІА-568C и ANSI ТІА/ЕІА-569.

## Построение СКС
В общем случае, СКС состоит из трёх иерархически организованных подсистем:
- магистральной кабельной подсистемы первого уровня;
- магистральной кабельной подсистемы второго уровня;
- горизонтальной кабельной подсистемы.

Кабельные кроссы служат интерфейсом между этими подсистемами, при этом подсистемы могут иметь различную топологию, например: «шина», «звезда» или «кольцо». Выделяется также кабельная подсистема рабочего места, часто непосредственно не относящаяся к СКС.
Для построения структурированных кабельных систем используются кабели категорий 5 и 6, многопарные медные или волоконно-оптические. Наборы элементов и устройств для СКС состоят из разнообразных типов стоек и коммутационных шкафов, которые также делятся по типу формы и конструкции, напольного или настенного исполнения. Некоторые из подсистем могут отсутствовать, так как в них нет необходимости (напр. отсутствие первичной и вторичной подсистем в одноэтажном здании).